# Lysiosquillina glabriuscula
Lysiosquillina glabriuscula is een bidsprinkhaankreeftensoort uit de familie van de Lysiosquillidae. De wetenschappelijke naam van de soort is voor het eerst geldig gepubliceerd in 1818 door Lamarck.